# Rodrigo Maia
Rodrigo Felinto Ibarra Epitácio Maia GCRB • GCMD • GCMMJ (Santiago, 12 de junho de 1970) é um político brasileiro, filiado ao Partido Social Democrático (PSD). Foi deputado federal pelo Rio de Janeiro de 1999 até 2023, tendo presidido a Câmara dos Deputados entre julho de 2016 e fevereiro de 2021. Foi o mais longevo presidente da Câmara de forma ininterrupta desde a redemocratização do Brasil.
Exerceu, também, o cargo de secretário estadual de Projetos e Ações Estratégicas de São Paulo de 2021 a 2022. Atualmente preside a Confederação Nacional das Instituições Financeiras (CNF).
É filho do ex-prefeito do Rio de Janeiro, Cesar Maia, e primo do ex-senador José Agripino Maia.

## Familiares
Rodrigo Maia nasceu no Chile, na época de exílio de seu pai Cesar Maia, sendo registrado no consulado do Brasil em Santiago, o que o caracteriza como brasileiro nato. É fruto do casamento entre Cesar Maia e a chilena Mariangeles Ibarra. Foi casado com Patrícia Vasconcelos Maia. Hoje é casado com a advogada Vanessa Rahal Canado. 
Rodrigo Maia é pai de cinco filhos (Ana Luiza, Maria Beatriz, Maria Antônia, Rodrigo e Felipe).
Pertence ao clã dos Maia, que tem como ancestral Francisco Alves Maia, português que emigrou para Pernambuco no início do século XVIII. É primo de José Agripino Maia, senador e ex-governador do Rio Grande do Norte.

## Atuação
Iniciou a faculdade de economia na Universidade Candido Mendes em 1989, mas não concluiu o curso.
Antes de entrar para a política, foi funcionário do Banco BMG em 1990 e funcionário do Banco Icatu de 1993 a 1997.
Aos 26 anos, Rodrigo Maia foi nomeado Secretário de Governo da Prefeitura do Rio de Janeiro, na gestão do prefeito Luiz Paulo Conde, exercendo o cargo de 1997 a 1998. Seus principais atos à frente da Secretaria foram a criação da Secretaria Especial do Trabalho, o Projeto Cidadania, que auxilia famílias carentes da cidade, e o ordenamento de feiras e do mercado ambulante.

### Deputado Federal
Foi eleito para seu primeiro mandato de Deputado Federal aos 28 anos, em 1998, com 96 385 votos. Neste primeiro mandato, dedicou-se às questões trabalhistas, tentando sempre promover melhorias na legislação, onde atuou como presidente da Comissão de Trabalho, Administração e Serviço Público.
Já em 2002, foi reeleito para seu segundo mandato, com 117 229 votos. A Comissão Parlamentar (Mista) de Inquérito (CPI) de Evasão de Divisas, ou CPI do Banestado foi criada pela Câmara dos Deputados do Brasil em 26 de junho de 2003 a fim de investigar as responsabilidades sobre a evasão de dívidas do Brasil para paraísos fiscais, entre 1996 e 2002, quando foram retirados indevidamente do país mais de 20 bilhões de dólares através de contas CC5 do Banco do Estado do Paraná ou Banestado, segundo estimativas reveladas pela operação Macuco, realizada pela Polícia Federal. O presidente da CPI foi o senador Antero Paes de Barros (PSDB), o vice-presidente foi Rodrigo Maia (PFL) e o relator foi o deputado José Mentor (PT) "mensaleiro" que mais tarde descobriu-se estar na lista dos beneficiados. O desempenho do relator da CPI, o deputado José Mentor, foi bastante criticado, sendo ele acusado por alguns parlamentares de ter sabotado a CPI. Mentor foi autor também de um polêmico projeto que se aprovado daria anistia a todas as pessoas que enviaram ilegalmente para o exterior. Segundo o deputado, tal medida teria como objetivo repatriar recursos no exterior. Após um ano e meio de investigações, Mentor concluiu o relatório sugerindo o indiciamento de 91 pessoas pelo envio irregular de dinheiro a paraísos fiscais através de contas CC5, desvios que chegariam na ordem de vinte bilhões de dólares.
Em 2003, atuou na articulação para a aprovação da MP do Futebol, lutando pela equiparação das atividades profissionais a atos de empresas e para que uma punição para maus dirigentes fosse incluída na legislação. Integrou ainda as Comissões de Finanças e Tributação; Constituição, Justiça e de Cidadania; Fiscalização Financeira e Controle; Legislação Participativa e Relações Exteriores e de Defesa Nacional. Como presidente da Comissão Especial de Saneamento, analisou a nova política de saneamento básico no País. Já em 2006, foi reeleito para o terceiro mandato, sendo o mais votado do partido e o segundo mais votado no estado do Rio de Janeiro, obtendo 198 770 votos nominais. Foi o período em que liderou a oposição no Congresso para apurar o escândalo do Mensalão. Em 2010, foi mais uma vez reeleito, com 86 162 votos.
Entre 2002 e 2022, Rodrigo Maia figurou entre os cem parlamentares mais influentes do Congresso Nacional, em pesquisa realizada pelo Departamento Intersindical de Assessoria Parlamentar (Diap). Em março de 2013, Rodrigo Maia assumiu a presidência da Comissão de Viação e Transportes da Câmara dos Deputados. Fez parte da comissão especial que elaborou as propostas para a reforma política, sendo o representante do Democratas. Também foi presidente da Comissão Externa para Jornada Mundial da Juventude, ocorrida em julho de 2013, no Rio de Janeiro. Em 2015, foi o relator da proposta de reforma política que buscava inviabilizar fiscalização sobre doações e diminuiria sanções sobre quem usasse dinheiro irregular para campanhas políticas. Maia é favorável à reforma previdenciária. Sobre o descontentamento de alguns grupos, ele afirmou: “Alguém vai sempre ficar de fora e reclamar“.
Em 20 de agosto de 2021, foi nomeado para o cargo de secretário de Projetos e Ações Estratégicas do Estado de São Paulo pelo governador João Doria, licenciando-se do cargo de deputado federal. Em abril de 2022, desistiu da candidatura à reeleição para a Câmara dos Deputados e permaneceu no cargo de secretário do governo paulista, já durante a administração do governador Rodrigo Garcia. Em outubro de 2022, pede demissão do cargo. No mesmo mês em entrevista ao programa Estúdio i, a jornalista Andréia Sadi, questionou em quem Maia iria votar para Presidente na eleição presidencial, e Maia declarou apoio a Lula (PT). Maia fez várias críticas em relação ao governo de Bolsonaro, e afirmou defender voto em Lula como um olhar do Estado brasileiro para os mais pobres e que seria a primeira vez que votaria no PT numa eleição majoritária desde a eleição presidencial de 1989.
Em 2022, não se candidatou à reeleição. Após o término do mandato, em 1 de fevereiro de 2023, Rodrigo Maia retornou à iniciativa privada e assumiu a presidência da Confederação Nacional das Instituições Financeiras (CNF).

### Candidatura à prefeitura do Rio de Janeiro
Na eleição municipal do Rio de Janeiro em 2012, as famílias Garotinho e Maia se uniram em uma inesperada aliança, com o intuito de derrotar o então prefeito, Eduardo Paes que concorria à reeleição. A coligação "Um Rio Melhor Pros Cariocas" PR/DEM foi encabeçada por Rodrigo Maia, e teve Clarissa como vice. A chapa causou surpresa, sendo amplamente debatida. Numa campanha polarizada entre o então prefeito Eduardo Paes do PMDB e o deputado do PSOL Marcelo Freixo, Maia obteve apenas 95 328 votos (2,94% dos votos válidos), e Eduardo Paes foi reeleito já no primeiro turno, com mais de 2 milhões de votos (64,6% dos votos válidos). Nesta campanha, o cantor de funk Naldo fez o jingle da campanha, sendo uma paródia de sua música de maior sucesso, Amor de Chocolate.
Em abril de 2012, recebeu o título de cidadão do estado do Rio de Janeiro.

### Operação Lava Jato
Rodrigo Maia não possui pendências com a Justiça, mas seu nome já apareceu em investigações da Operação Lava Jato. De acordo com uma reportagem da revista Época, ele trocou mensagens de celular com o empreiteiro Léo Pinheiro, do Grupo OAS, para tratar de doações eleitorais. Já no dia 8 de fevereiro de 2017, em reportagem veiculada no Jornal Nacional da Rede Globo, a Polícia Federal concluiu as investigações e demonstrou indícios de corrupção passiva e lavagem de dinheiro. O inquérito se iniciou através das mensagens de celular trocadas entre Leo Pinheiro, ex-presidente da OAS, e o próprio deputado. Ele foi acusado de  prestar “favores políticos” e defender interesses da OAS no Parlamento em 2013 e em 2014; ainda segundo a PF, a ajuda consistia por exemplo, em apresentação de emenda a medida provisória que criava regras para a aviação regional, dispositivo de texto formulado sob encomenda para agraciar a construtora. Os investigadores acreditam que Maia solicitou à empreiteira um milhão de reais em doações eleitorais no ano de 2014 (dinheiro repassado oficialmente à campanha de César Maia) e que o repasse foi uma tentativa de ocultar a procedência da propina. Através da assessoria, o deputado negou qualquer envolvimento de "receber vantagem indevida para apreciar qualquer matéria" e relatou que durante seus cinco mandatos sempre votou conforme orientação da bancada ou pela própria consciência. A decisão de abrir denúncia contra o deputado será de responsabilidade do Ministério Público Federal, em razão do foro privilegiado.

### Denúncia pela Procuradoria-Geral da República
Em 15 março de 2017, documentos liberados pelo STF acusam Maia de ter pedido e recebido propina num valor de 600 mil reais, além de outros recursos ainda não contabilizados, da Odebrecht (atual Novonor). Após a homologação de diversas delações premiadas, a Procuradoria-Geral da República denunciou diversos políticos por envolvimento em corrupção, entre eles Rodrigo Maia. O então procurador-geral, Rodrigo Janot, pediu a retirada do sigilo da documentação que havia sido entregue no mesmo dia ao Supremo Tribunal Federal (STF), sob o argumento de que é necessário promover transparência e atender ao interesse público, o pedido foi acolhido, desta forma a informação veio a público sem que houvesse anulação da mesma.

### Acusação de corrupção pela Polícia Federal
Em agosto de 2019, a Polícia Federal concluiu um relatório sobre uma investigação contra Rodrigo Maia e seu pai, Cesar Maia. A PF atribuiu a ambos os crimes de corrupção passiva, falsidade ideológica eleitoral e lavagem de dinheiro por supostamente ter solicitado e recebido repasses da Odebrecht (atual Novonor). O relatório da PF foi enviado ao relator do caso, o ministro do Supremo Tribunal Federal Edson Fachin, o ministro enviou os autos no dia 26 de agosto do mesmo ano para a Procuradoria-Geral da República, o mesmo órgão ainda não decidiu se apresentará denúncia contra Maia com base nesses fatos. Dentre as provas usadas estão os depoimentos dos delatores da empreiteira, os registros de entrada na sede da Odebrecht e os registros telefônicos dos acusados.

### Presidência da Câmara dos Deputados

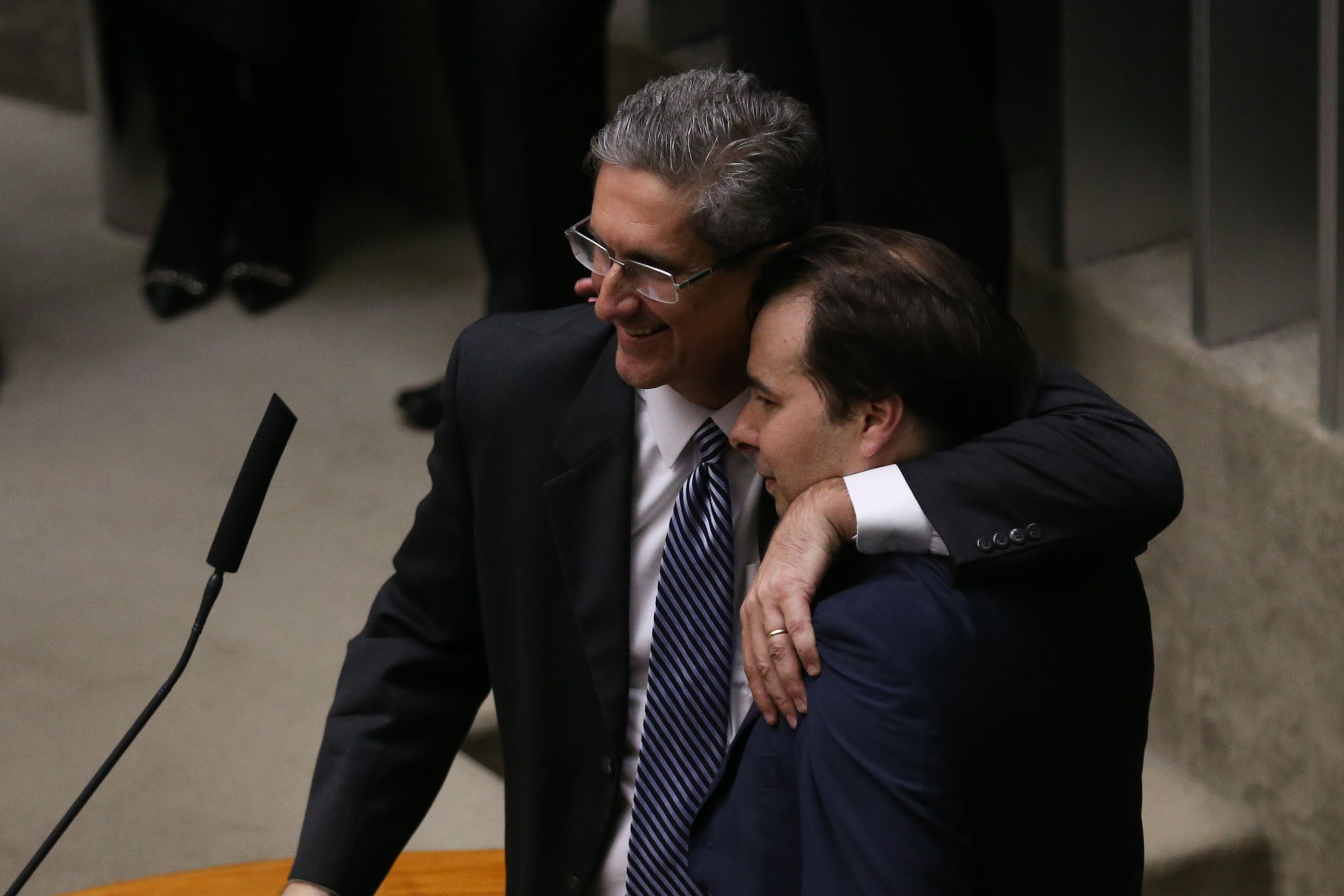
Maia e Rogério Rosso se abraçam após a confirmação de que disputariam o segundo turno da eleição especial para presidente da Câmara.

No dia 14 de julho de 2016, por ocasião da renúncia do deputado Eduardo Cunha à presidência da Câmara dos Deputados, houve uma eleição especial para escolher o novo presidente da casa. Rodrigo Maia foi eleito com 285 votos, tendo ficado em primeiro lugar nos dois turnos. O deputado Rogério Rosso ficou em segundo lugar nos dois turnos, totalizando 170 votos no segundo. Em declaração, o deputado Silvio Costa (PTdoB), fiel escudeiro de Dilma, disse: "Ambos são ruins, mas um, além de ruim, tem o carimbo de Eduardo Cunha", ao defender seu voto em Maia. Maia exerceu a presidência da Câmara até 1.º de fevereiro de 2017, data em que se encerraria o mandato de Eduardo Cunha no cargo.
Já como presidente, em entrevista, Maia declarou-se contrário à legalização do comércio da maconha e ao casamento entre pessoas do mesmo sexo. Pontuou, contudo, que estas pautas ficariam em segundo plano no seu breve mandato, no sentido de priorizar a agenda econômica do governo federal.
Com o fato do então presidente Michel Temer não ter um vice-presidente, Rodrigo Maia, sendo o presidente da Câmara de Deputados, era o primeiro na linha sucessória para a presidência da República. A primeira vez que assumiu o cargo interinamente foi no dia 31 de agosto de 2016, enquanto Temer viajava à China.
Na madrugada de 24 de novembro de 2016, articulou - contra reivindicações populares. - a reunião parlamentar que alinhou colocar em pauta a emenda para anistiar congressistas que participaram de ações de corrupção.

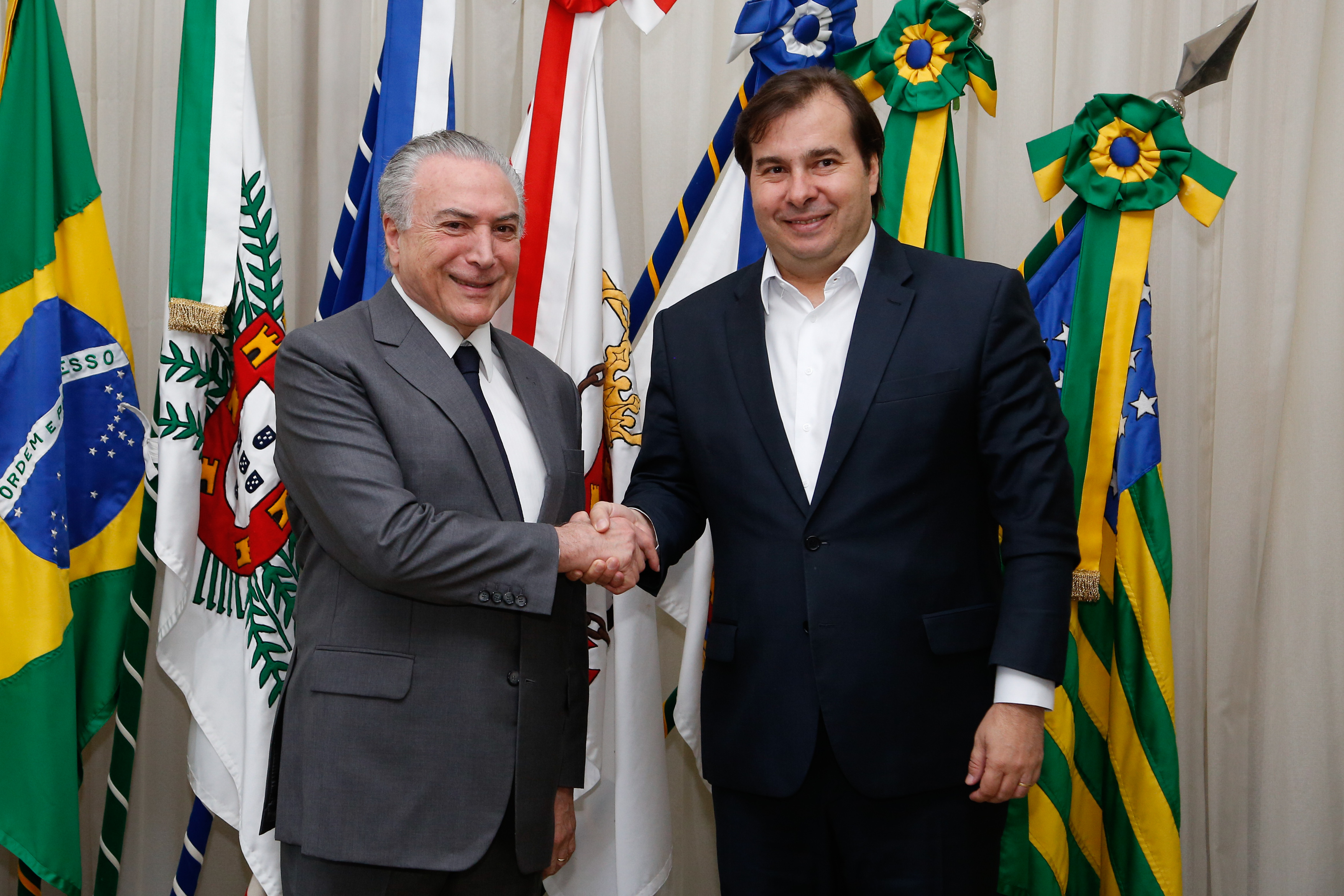
Rodrigo Maia assume o exercício da presidência de Michel Temer (2017)

Em 1.º de fevereiro de 2017, Rodrigo Maia foi reeleito com 293 votos para o cargo de presidente da Câmara dos Deputados. O Regimento Interno da Câmara dos Deputados veda a possibilidade de recondução consecutiva ao cargo, porém Maia pôde fazê-lo tende em vista que seu primeiro mandato foi ''tampão''.
Com o início da 56.ª legislatura, em 1.º de fevereiro de 2019, Rodrigo Maia disputou seu terceiro mandato consecutivo como presidente da Câmara e foi reconduzido ao cargo com 334 votos. Novamente a reeleição foi permitida, ainda que sob os protestos de elementos opositores a Maia. Contudo, neste caso, o STF avaliou a questão em favor do Presidente da Câmara, isso porque embora o RICD proíba a reeleição na mesma legislatura, omite-se quanto à possibilidade de reeleição em legislaturas subsequentes - sendo esse o caso de Rodrigo Maia.
Ao longo da campanha eleitoral à Mesa Diretora da Câmara dos Deputados em 2021, esteve em julgamento no STF a possibilidade de nova reeleição do Presidente da Câmara - desta vez em absoluto contraste com o Art. 7º do RICD. Contudo, apesar da grande articulação interna na Câmara, a Corte Suprema decidiu contrariamente à pretensão de Rodrigo Maia, devendo o bloco de partidos consolidado seu apoio buscar como sucessor o deputado Baleia Rossi.

#### Cobrança dos pedidos de impeachment de Jair Bolsonaro
Em janeiro de 2021, foi lançado um abaixo assinado elaborado por mais de 400 ex-alunos de direito da USP pedindo o impeachment do presidente Jair Bolsonaro. No documento, Rodrigo Maia também é cobrado por, ao ver os problemas causados ao país pelo presidente, se recusa a dar andamento a um dos mais de 60 pedidos de impeachment: 
É preciso exigir do atual Presidente da Câmara dos Deputados [Rodrigo Maia] — e dos principais concorrentes à sua sucessão — um compromisso público para recompor a normalidade no exercício do cargo máximo desse país. E é o que pretendemos aqui: sendo guardião da decisão que inicia o processo de impedimento, exigimos que ultrapasse a sua inexplicável inércia; dos candidatos, que se empossados, rejeitem a omissão, cumpram seu dever e deem à nação o direito de respirar democraticamente: instaurem o processo de impedimento.
No mesmo mês, os autores dos 61 pedidos de impeachment também cobraram Rodrigo Maia.

### Atividade partidária
Foi primeiro vice-líder do então PFL, entre 2003 e 2005. A partir daí, foi líder da bancada entre 2005 e 2007. Depois foi eleito presidente nacional do partido, quando mudou o nome de Partido da Frente Liberal para Democratas (DEM), e trabalhou para eleger governadores, prefeitos e parlamentares, até 2011. Após deixar o DEM filiou-se ao PSDB, em abril de 2022.

## Desempenho em eleições
| Ano  | Eleição                    | Partido | Cargo            | Votos   | %     | Resultado | Ref    |
| ---- | -------------------------- | ------- | ---------------- | ------- | ----- | --------- | ------ |
| 1998 | Estadual de Rio de Janeiro | PFL     | Deputado federal | 96.385  | 1,35% | Eleito    | [ 70 ] |
| 2002 | Estadual de Rio de Janeiro | PFL     | Deputado federal | 118.455 | 1,45% | Eleito    | [ 70 ] |
| 2006 | Estadual de Rio de Janeiro | PFL     | Deputado federal | 235.111 | 2,95% | Eleito    | [ 70 ] |
| 2010 | Estadual de Rio de Janeiro | DEM     | Deputado federal | 86.162  | 1,08% | Eleito    | [ 70 ] |
| 2014 | Estadual de Rio de Janeiro | DEM     | Deputado federal | 53.167  | 0,7%  | Eleito    | [ 70 ] |
| 2018 | Estadual de Rio de Janeiro | DEM     | Deputado federal | 74.232  | 0,96% | Eleito    | [ 70 ] |